# أفاد 23
أفاد 23 هو موقع أثري أفريقي يقع في رواسب غرينية فقد تكونت من قناة قديمة علي نهر النيلفي منطقة أفاد في جنوب دنقلا في شمال السودان .
وفي عام 2013، اكتشف  علماء آثار من «معهد علم الآثار والإثنولوجيا، أكاديمية العلوم البولندية» في بوزنان، بقايا مستوطنة بها العديد من الحفر اللاحقة والمداخن يقدر عمرها بـ 50000 عامًا.فقد كانو يُعتقدون سابقًا أن الهياكل الدائمة كانت مرتبطة بالهجرة الجماعية من إفريقيا وما تلاها من احتلال لمناطق في أوروبا وآسيا.و يشير موقع الاكتشاف، والمصنوعات الحجرية التي تم جمعها في 2003 و 2012-2014، والمصنوعات اليدوية جميعها إلى أنها كانت ورشة عمل متأخرة عن العصر الحجري المتوسط استخدمت بشكل متقطع ولفترات قصيرة.